# Ljubica Kolarovic
Ljubica Kolarovic, född 1836, död 1891, var en serbisk skådespelare. Hon tillhörde den första generationen av serbiska skådespelare, och räknas som en av en av de första primadonnorna på Nationalteatern i Belgrad. 